# Rathaus (Sondershausen)

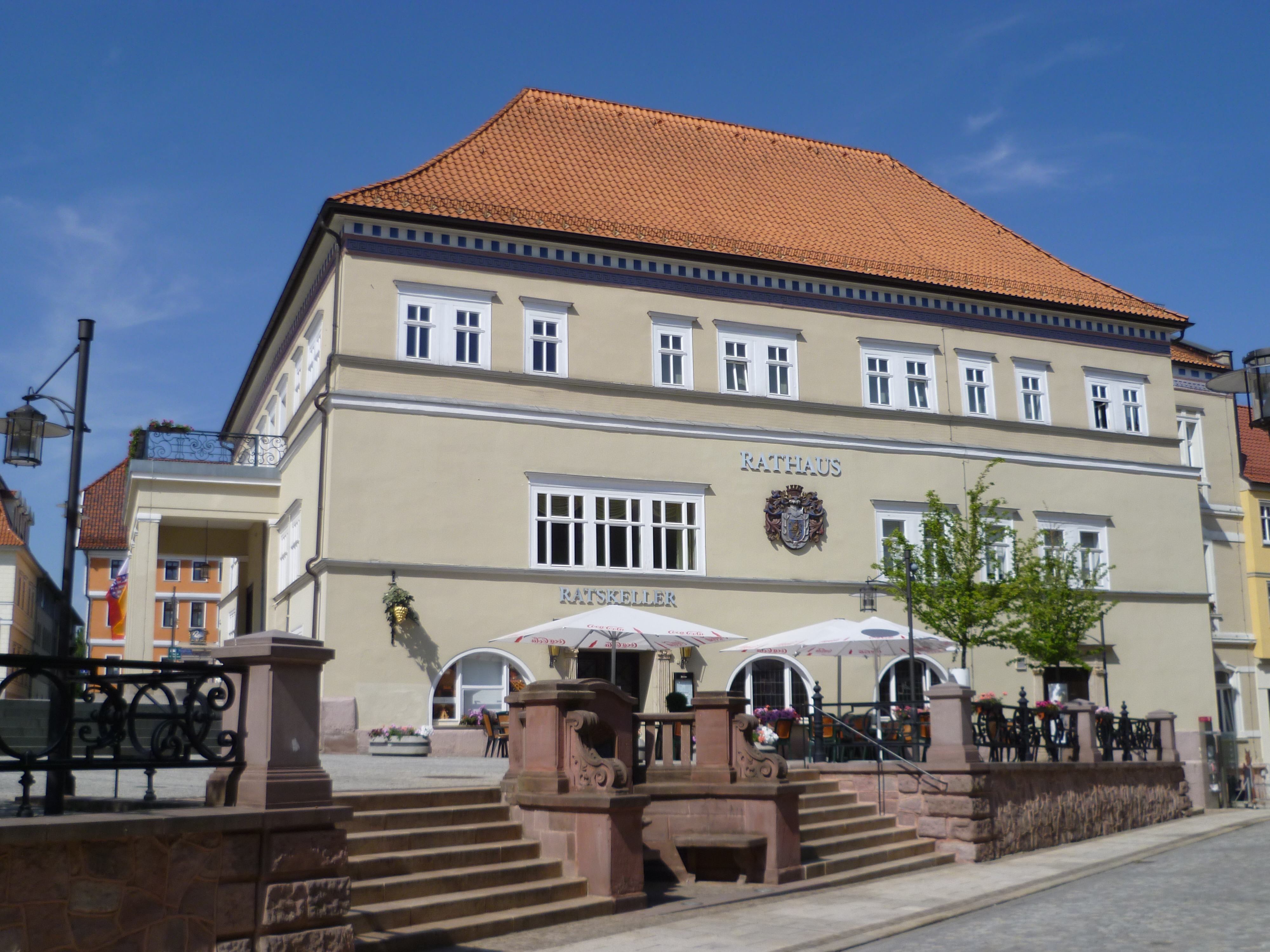
Westseite des Sondershäuser Rathauses mit Stadtwappen und Ratskeller (2010)

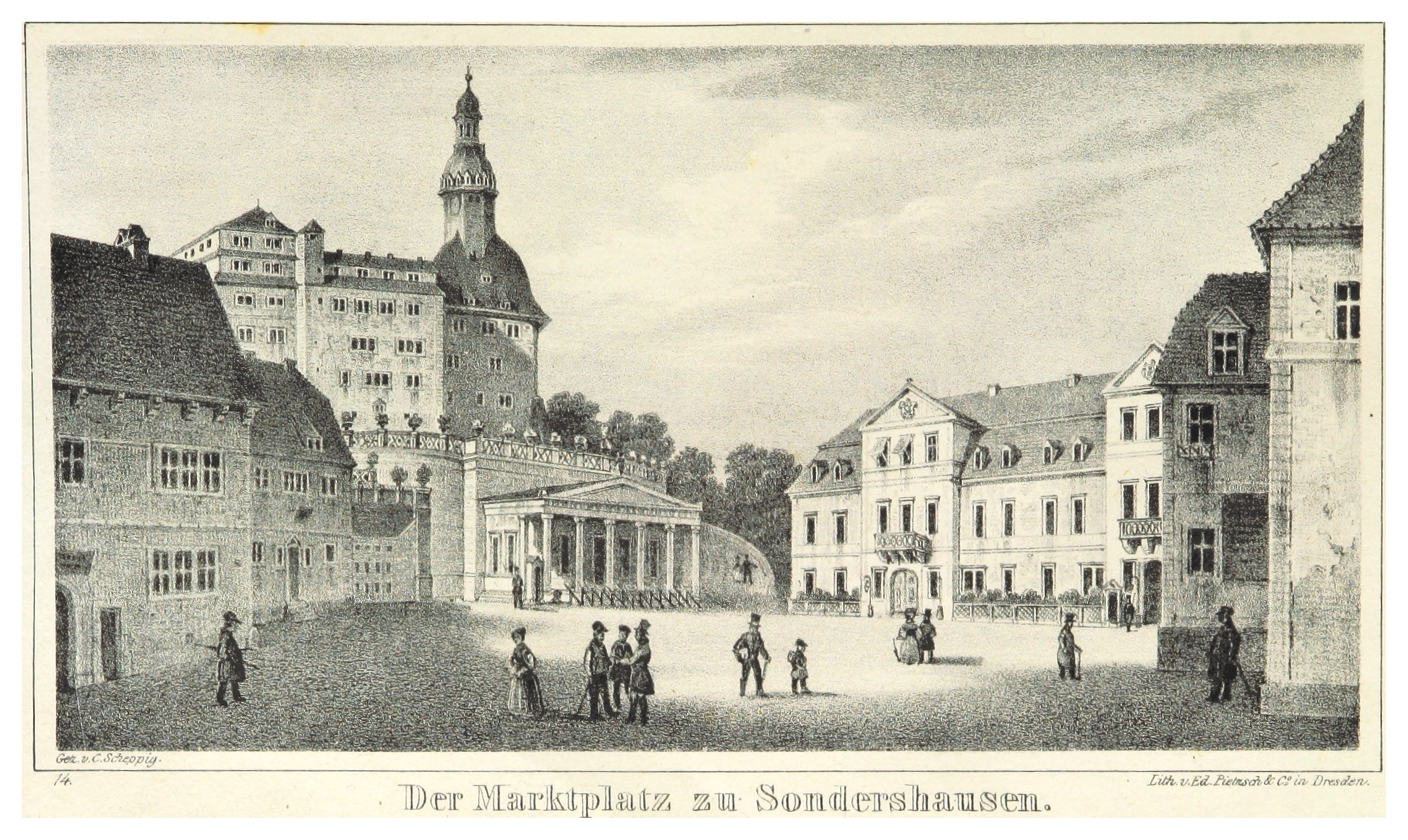
Lithografie vom Markt um 1840, rechter Rand Rathaus mit Batzenhaus

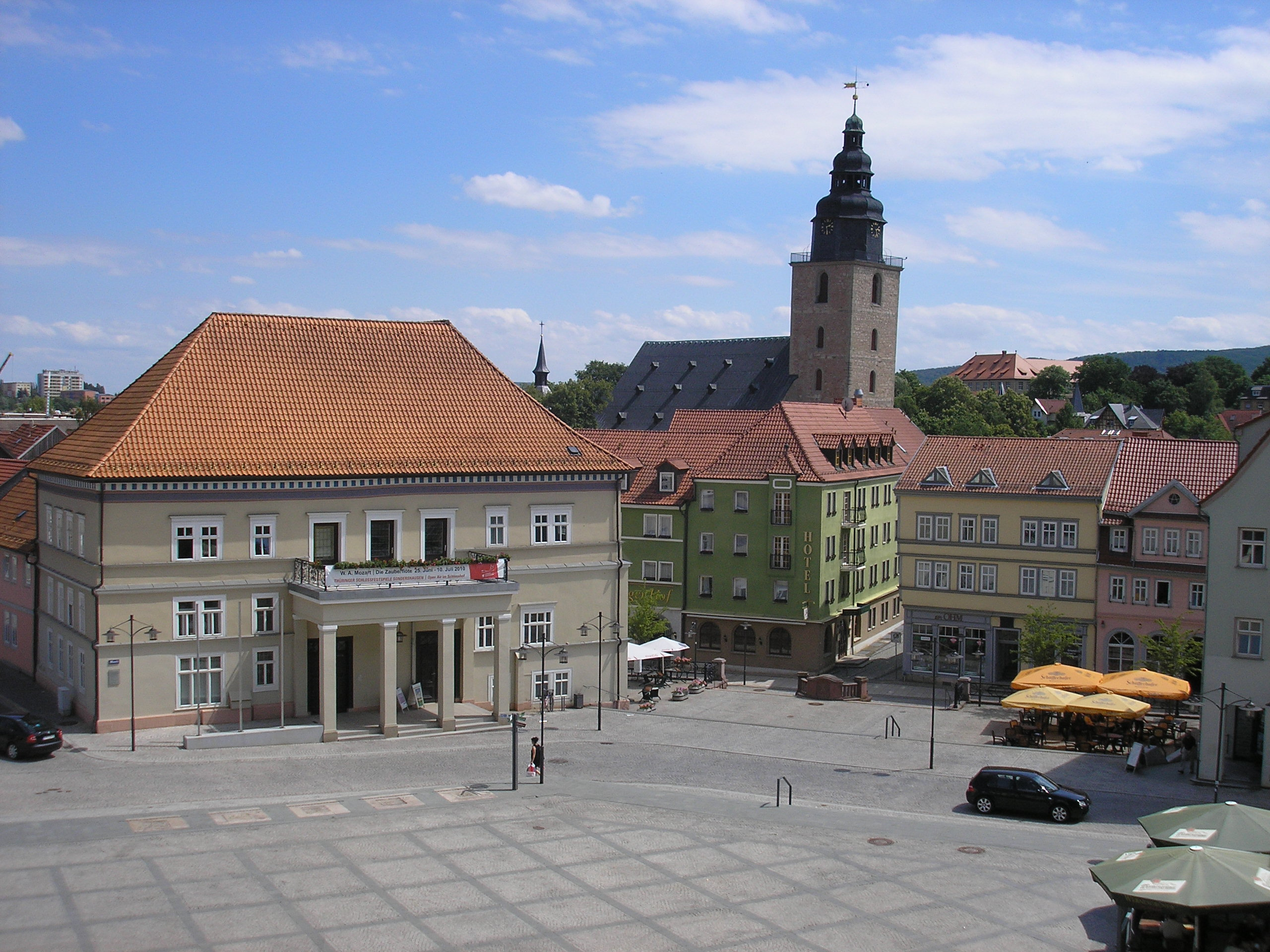
Blick über den Markt, im Hintergrund die Trinitatiskirche

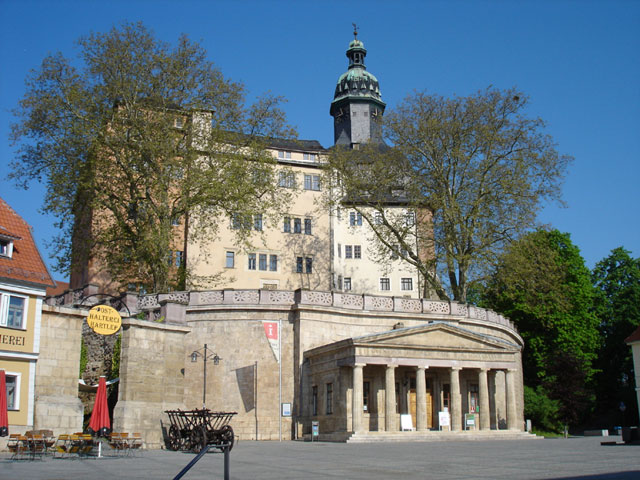
Gegenüberliegend befindet sich das Residenzschloss und die klassizistische Alte Wache

Das Sondershäuser Rathaus ist der Sitz der Stadtverwaltung und des Bürgermeisters der Kreisstadt Sondershausen im Freistaat Thüringen. Das Gebäude befindet sich an der Ostseite des Marktplatzes im Zentrum der Stadt gegenüber dem ehemaligen Residenzschloss der Fürsten von Schwarzburg-Sondershausen.
Das aktuelle Erscheinungsbild wird im Wesentlichen vom klassizistischen Umbau 1856 realisiert durch den Berliner Schinkel-Schüler Carl Scheppig geprägt.

## Geschichte

### Vorgängerbau
Sondershausen wurde um 1300 das Stadtrecht verliehen, sodass davon auszugehen ist, dass das erste Rathaus in der ersten Hälfte des 14. Jahrhunderts erbaut worden ist. Erstmals wurde 1525 ein Rathaus im Zusammenhang mit Reparaturarbeiten erwähnt.
Im Jahr 1568 wurde das Gebäude auf Grund des Alters und Baufälligkeit zu Gunsten eines neuen Rathausbaues abgetragen.

### Heutiges Rathaus
Das heutige Rathaus geht auf die Bausubstanz des in den Jahren 1568 und 1570 errichteten zweigeschossigen gemauerten Neubaus zurück. Dieser hatte einen kupfergedeckten Turm mit einer Wetterfahne in Form eines Löwen und einer Uhr, deren „Seilerglocke soll einen so hellen, schönen Ton gehabt haben, daß man sie ganz deutlich vor dem Bendelebener Holze hören konnte“ (etwa 12 km Entfernung). Das Gebäude war von einem System von Tonnengewölben unterkellert, welches zur Lagerung von Bier, Wein und Speisen diente. Zu jener Zeit befand sich im Untergeschoss nördlich (links vom heutigen Eingang) eine Apotheke und südlich ein sich über zwei Geschosse erstreckender repräsentativer Schankraum mit Kreuzgewölbe, der beim Wiederaufbau nach einem weiteren Stadtbrand 1621 mit einer Zwischendecke halbiert wurde. Oberhalb befand sich bis zur umfangreichen Sanierung 2018 der Trausaal und darunter Teile des Ratskellerrestaurants. Lange Zeit blieben die einstigen Ausmaße verborgen bis man sich entschloss, den alten Gebäudekern wiederherzurichten. Bei den Entkernungsmaßnahmen stieß man auch auf Überreste einer Musikempore aus dem 16. Jahrhundert in südöstlicher Ecke des Saals. Die Bausubstanz des Raumes selbst stammt vermutlich sogar noch aus der Zeit des ersten Rathausbauses um 1300. Im Obergeschoss befand sich über der Apotheke ein Tanzboden und daneben waren die zwei Amtsstuben des Rates untergebracht.
Der verheerende Stadtbrand vom 3. Juni 1621 zerstörte das neu erbaute Rathaus jedoch in großen Teilen wieder. Der Wiederaufbau begann bereits 3 Wochen danach und verzögerte sich vermutlich aus finanziellen Gründen bis 1623. Die Arbeiten sollen so ins Stocken geraten sein, das der Stadtrat 1622 vermögende Bürger um Spenden bat – darunter auch Gräfin-Witwe Clara, geborene Herzogin von Braunschweig-Lüneburg (1571–1658), zweite Frau des Grafen Wilhelm von Schwarzburg-Frankenhausen, die auf Schloss Heringen lebte. Das Rathaus erhielt ein weiteres hölzernes Stockwerk mit einem großen Tanzsaal, doch auf den Turm wurde aus Geldmangel entweder verzichtet oder aber in einfacher Form erbaut und dann erst nach einem weiteren Brand nicht wieder errichtet
Im Jahr 1658 brannte erneut die Stadt und die Ostseite wurde abermals stark beschädigt. Danach wird kein Rathausturm mehr erwähnt. 1794 wurde ein Teil der Marktseite mit dem Ratskellereingang neu gestaltet. Zu jener Zeit um 1798 entstand auch an der Westseite zum Markt ein zweigeschossiger Anbau mit Treppenhaus, das sogenannte „Batzenhaus“. Dieser ersetzte einen älteren eingeschossigen Anbau, genannt „Auerbachs Höfchen“, vor der Treppenanlage zum Ratssaal an der Marktseite. Hier wurde das Pflaster-, Brücken- und Wegegeld bezahlt. Im neuen Batzen- oder Treppenhaus war eine kleine Schenkwirtschaft mit angebundenen Kramladen. Der Name wurde von der Höhe der Pachtsumme für die Ladenfläche abgeleitet, die täglich einen Batzen betrug.
Unterhalb des Batzenhäuschens an der Südwestecke des Rathauses stand der Pranger, der später vom Halseisen ersetzt wurde, welches sich dort noch bis etwa Mitte des 19. Jahrhunderts befand.
1848 wurde die obere Etage komplett umgebaut, sodass dort Mitte des 19. Jahrhunderts die Sessions- bzw. Sitzungszimmer des Stadtgemeindevorstands und für den Gemeinderat sowie das Rendanten- und das Polizeibüro untergebracht waren. Ein Seitenbau beherbergte die Wohnung des Ratsdieners und das Stadtgefängnis. In den unteren beiden Geschossen des Rathauses waren die Gast-, Vorrats- und Wohnräume des Ratskellers und dessen Wirts untergebracht.
1856 begann die Klassizistische Überformung, die im Wesentlichen auch noch heute das Außenbild des Rathauses prägt. Planung und Durchführung erfolgte durch den Berliner Architekten Carl Scheppig, einem bedeutenden Schüler von Carl Friedrich Schinkel, der den deutschen Klassizismus prägte wie kaum ein anderer. Scheppig wurde durch das damalige Fürstenpaar Günther Friedrich Carl II. und Mathilde an den Schwarzburg-Sondershäuser Hof geholt und sollte das Residenzschloss komplett in damals hochmodernen Stil des Klassizismus umbauen. Realisiert wurden aus Geldmangel nur Teilpläne, dazu gehört auch das Treppen- und Alte Wachen-Ensemble an der Marktseite des Schlossberges, welches als äußerst gelungenes klassizistisches Gesamtwerk gilt.
Scheppig ließ das „Batzenhaus“ an der Westseite abreißen und eine großzügige Eingangsanlage mit einem von vier ionischen Säulen getragenen Portikus erbauen. Die Fassade wurde nach klassizistischen Vorstellungen streng nach Maß gegliedert. Zwischen 1. und 2. Obergeschoss wurde ein deutliches Gesims eingefügt und die Fenster erhielten Sohlbänke und Fensterverdachungen. Unterhalb des Daches erhielt die Fassade umlaufend einen Mäander- und Kassettenfries.
Von der Innenausstattung jener Zeit ist der überaus repräsentative Ratssaal erhalten geblieben. Dieser ist durch Säulen und Pilaster räumlich gegliedert und mit einem aufwändigen Fries mit im Wechsel angeordneten Meeresgottheiten und dem Sondershäuser Wappen verziert. Farbig ist der Saal überwiegend in blaugrauen und hellbraunen Tönen gehalten.
In den Jahren bis in die DDR-Zeit wurden lediglich dringliche Instandsetzungsmaßnahmen und Vereinfachungen durchgeführt. Teile der Fenstergruppierungen wurden aus ihrer streng klassizistischen Anordnung gebracht, halbrunde Fensterbögen an der Ostseite für den Ratskeller durchbrochen und der Portikus wurde 1953 auf Grund von Baufälligkeit in Folge jahrelanger Vernachlässigung durch einen einfacheren Pfeilerbau ersetzt.
An der Ostseite im ersten Obergeschoss hängt das große farbige Wappen der Stadt.
Ab 2017 wurde das Rathaus umfangreich saniert. Es wurde zum einen modernisiert, so erhielt es einen neuen verglasten Innenhof mit zentraler Treppe und Aufzug, aber es wurden auch behutsam in Teilen wieder die Zustände vergangener Epochen rekonstruiert. Dazu gehörte auch die Freilegung des spätmittelalterlichen bzw. aus der Renaissance stammenden zweistöckigen Gewölbesaals durch die Entfernung einer nach dem Brand von 1621 eingezogenen Zwischendecke. Während des Umbaus stellten sich Überraschungen mit der alten Bausubstanz ein und auch durch die Corona-Pandemie kam es zu Verzögerungen bei der Bauausführung sowie zu einem Kostenanstieg gegenüber den ersten Planungen. Die Sanierungskosten beliefen sich auf insgesamt 5,2 Millionen Euro. Das Rathaus konnte ab März 2022 wieder bezogen werden, die letzten Arbeiten wurden im Juni 2022 abgeschlossen.

## Aktuelle Nutzung
Neben der Stadtverwaltung und dem Büro des Bürgermeisters sind im Gebäude der Trausaal in wiederhergestellter mittelalterlicher Form und im Foyer ein Bürgerbüro untergebracht. Im ehemaligen Ratskeller des Rathauses befindet sich die Touristikinformation der Stadt.